# Oxid bazic

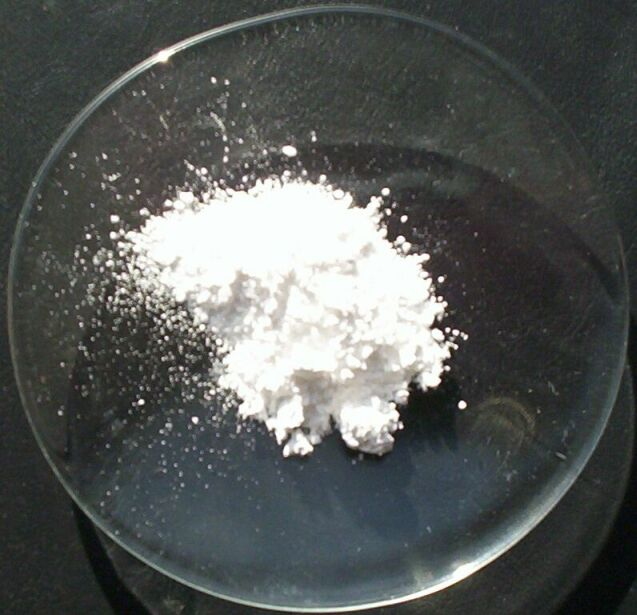
Oxidul de magneziu este un exemplu de oxid bazic.

În chimia anorganică, un oxid bazic este un compus anorganic care, în urma reacției cu apa, formează o bază , sau care se obțin prin descompunerea termică a bazelor. De asemenea, reacționează cu acizii pentru a forma o sare și apă. Oxizii bazici sunt oxizi ai metalelor.

## Exemple
- Oxidul de sodiu reacționează cu apa pentru a forma hidroxidul de sodiu
- Oxidul de magneziu reacționează cu acidul clorhidric pentru a forma clorura de magneziu
- Oxid de cupru (II) reacționează cu acidul azotic pentru a forma azotatul de cupru.